# Eudorylas aduncus
Eudorylas aduncus är en tvåvingeart som beskrevs av Dunk 1995. Eudorylas aduncus ingår i släktet Eudorylas och familjen ögonflugor.
Artens utbredningsområde är Tyskland. Inga underarter finns listade i Catalogue of Life.